# Amadeu Mezquida Ortega
Amadeu Mezquida Ortega (València, 1986) és un politòleg valencià.
Llicenciat en ciències polítiques per la Universitat de València. Va ser secretari comarcal del Bloc Jove de la Ciutat de València entre 2008 i 2010, sent un dels impulsors de la presència del valencianisme progressista a la Processó Cívica del 9 d'octubre en un moment en què diferents col·lectius d'extrema dreta desfilaven i intimidaven a alguns ciutadans.
A les eleccions municipals del 2015 va dirigir la campanya electoral de Coalició Compromís a l'Ajuntament de València, formació que va obtindre 23% de vots, nou regidors i l'alcaldia en la figura de Joan Ribó. En 2015 va publicar El valencianisme enfront d'Espanya, un llibre editat per Fundació Nexe que planteja un canvi de relat en el valencianisme. Des de 2016 és el Secretari General de l'ACV Tirant lo Blanc.

## Galeria
- Entrevista a La Represa del 16 d'octubre de 2015.
- Vídeo anterior a les eleccions municipals de 2015 on analitza les possibles claus del canvi a l'Ajuntament de València.